# Coldenia
Coldenia, monotipski rod jednogodišnjeg raslinja smješten u vlastitu porodicu Coldeniaceae. Jedina vrsta je C. procumbens, rasprostranjena po vrelikim dijelovim Afrike, Australije i na jugu Azije, od Pakistana na istok preko Indije do Indokine

Stabljika naraste od 10 do 40 ili 50 cm visine.
- Coldenia procumbens, jezero Pocharam, Andhra Pradesh, Indija.
- C. procumbens
- C. procumbens
- C. procumbens

## Sinonimi
- Lobophyllum F.Muell.
- Monomesia Raf.
- Coldenia angolensis Welw.
- Lobophyllum tetrandrum F.Muell.
- Waltheria microphylla Miq. ex C.B.Clarke